# Deutscher Auslandskassenverein
Die Deutscher Auslandskassenverein AG (AKV) war eine von den deutschen Wertpapiersammelbanken gegründete Einrichtung zur treuhänderischen Verwaltung des von deutschen Kunden im Ausland gehaltenen Wertpapiervermögens.
Der Deutsche Auslandskassenverein wurde 1996 mit dem Deutschen Kassenverein fusioniert, welcher 1997 in die Deutsche Börse Clearing AG umfirmiert wurde. Diese wiederum ging im Jahr 2000 zusammen mit der Cedel International in der Deutsche-Börse-Tochter Clearstream auf, welche heute die Dienstleistungen des ehemaligen Deutschen Auslandskassenverein anbietet.

## Prinzip des Auslandskassenvereins
Der AKV wurde 1970 gegründet, um die Abwicklung der von deutschen Kunden an ausländischen Börsen getätigten Wertpapiergeschäfte zu vereinfachen. Normalerweise müssten die im Ausland erworbenen Papiere physisch nach Deutschland verbracht werden, was hohe Kosten verursachen würde und zeitaufwändig wäre.
Der Auslandskassenverein verwahrte stattdessen die im Ausland erworbenen Wertpapiere in einem auf seinen Namen lautenden Depot am ausländischen Börsenplatz. De facto wurde der AKV dadurch Eigentümer der Papiere. Der tatsächliche Erwerber in Deutschland hatte sodann nur noch einen schuldrechtlichen Anspruch auf die Lieferung der Wertpapiere. Sein Recht darauf wurde in einer in Deutschland hinterlegten Girosammelurkunde verbrieft (Wertpapierrechnung). Alle weiteren Rechte aus den Wertpapieren, zum Beispiel Dividendenansprüche oder Stimmrechte, wurden dem Erwerber durch den AKV übermittelt.